# Michel Pensée
Michel Pensée Billong (Yaoundé, 16 giugno 1973) è un ex calciatore camerunese, di ruolo difensore.

## Palmarès

### Club

#### Competizioni nazionali
- Coppa del Camerun: 1

Tonnerre Yaoundé: 1991
- Campionato sudcoreano: 1

C. Ilhwa Chunma: 2001